# Virus hepatitisa E
Virus hepatitisa E (Hepatitis E virus, okrajšano HEV) je povzročitelj hepatitisa E. Sedaj je preimenovan v vrsto Orthohepevirus A.
Je zelo labilen virus, ki se prenaša fekalnooralno (s posrednim prenosom klice iz človeškega blata v usta, npr. z okuženo vodo) in  Podobno kot virus hepatitisa A tudi VHE ne povzroča kronične oblike hepatitisa in kroničnega klicenoštva.

## Genom in proteom
Poznani so štirje različni genotipi virusa, značilni za različna zemljepisna območja: genotip 1 (Azija), genotip 2 (Afrika in Mehika), genotip 3 (Evropa in Severna Amerika) in genotip 4 (Azija). Genotipa 1 in 2 sta značilna zlasti za države v razvoju, sta odgovorna za številne izbruhe bolezni zaradi okužbe z vodo in povzročata okužbo le pri človeku. Genotipa 3 in 4 se pojavljata zlasti v državah razvitega sveta, povzročata sporadične primere okužb v zahodnem svetu, okužita pa lahko človeka in živali.

## Opis
Virusni delec meri v premer  27 do 34 nm, nima ovojnice ter vsebuje dednino v obliki enojnoverižne RNK s približno 7300 bazami. Prvič so ga opazili leta 1983,  molekulsko klonirali pa so ga šele leta 1990.

## Epidemiologija
Izbruhi akutnega hepatitisa E, običajno v povezavi s fekalnim onesnaženjem vodnih virov, se pojavljajo na Kitajskem, v Indiji, Mehiki, Pakistanu, Peruju, Rusiji ter v osrednji in severni Afriki. Epidemiološke značilnosti so podobne kot pri epidemijah hepatitisa A. Pojavljajo se tudi sporadični primeri, izbruhov v ZDA ali zahodni Evropi pa doslej še ni bilo.

## Taksonomija
Sprva so ga uvrščali v družino Caliciviridae (kalicivirusi), vendar pa je njegova dednina sorodna dednini pri virusu rdečk. Po novejši razvrstitvi spada kot edini predstavnik v rod Orthohepevirus (hepevirusi) družine Hepeviridae.